# Société royale de géographie du Danemark
La Société royale de géographie du Danemark (en danois Det Kongelige Danske Geografiske Selskab), est une société savante visant à approfondir la connaissance de la Terre et de ses habitants et à diffuser l'intérêt pour la science de la géographie.

## Histoire
Elle est fondée le 18 novembre 1876 à l'initiative du professeur ED Erslev. La société est basée à Copenhague, la capitale du Danemark.
La société décerne la médaille Hans-Egede en argent « de préférence pour les études et recherches géographiques dans les pays arctiques ». Elle est créée en 1916 et porte le nom de Hans Egede, un missionnaire danois au Groenland.